# 惡靈線索
《惡靈線索》（英語：The Wicker Man）是一部2006年美德合拍的恐怖片，1973年英國電影《異教徒》的重拍版並改編自大衛·平納的1967年小說《儀式》。電影由尼爾·拉布特自編自導，尼可拉斯·凱吉主演。一名調查小島上年輕女孩失蹤案的警長發現，島上神秘的新異教社區中藏有更大的謎團待解開。
電影2006年9月1日在美國和加拿大上映，德國於11月2日上映。《惡靈線索》在外界差評如潮，全球3880萬美元的票房未能收回成本，口碑票房雙敗。凱吉在片中遭蜜蜂折磨以及他發現被燒毀的娃娃的橋段已成為網路迷因。

## 演員
- 尼可拉斯·凱吉飾演愛德華·馬盧斯（Edward Malus）
- 艾倫·鮑絲汀飾演薩默西爾修女（Sister Summersisle）
- 凱特·碧雅漢（英语：Kate Beahan）飾演薇洛·伍德沃德修女（Sister Willow Woodward）
- 弗兰西丝·康罗伊飾演T·H·莫斯醫生（Dr. T.H. Moss）
- 莫莉·帕克飾演蘿絲修女／索恩修女（Sister Rose / Sister Thorn）
- 莉莉·索碧斯基飾演哈妮修女（Sister Honey）
- 黛安·迪拉諾（英语：Diane Delano）飾演比奇修女（Sister Beech）
- 艾伦·艾克哈特飾演卡車停靠站主顧
- 詹姆斯·法蘭科飾演酒吧里的警察

## 反響
《惡靈線索》獲得普遍負面的評價。本片在爛番茄根據108篇評論，新鮮度僅15%，平均得分3.7／10；該網站共識：「尼爾·拉布特使勁賣弄無心喜劇來重拍《异教徒》，失敗地令人一頭霧水。」Metacritic根據19篇評論，獲得36分，評價不佳。

## 外部連結
- 互联网电影数据库（IMDb）上《惡靈線索》的资料（英文）
- AllMovie上《惡靈線索》的资料（英文）
- Box Office Mojo上《惡靈線索》的資料（英文）
- 爛番茄上《惡靈線索》的資料（英文）
- Metacritic上《惡靈線索》的資料（英文）